# Sawjalowo (Udmurtien)
Sawjalowo (russisch Завья́лово; udmurtisch Завьял) ist ein Dorf (selo) in der Republik Udmurtien in Russland mit 8986 Einwohnern (Stand 14. Oktober 2010).

## Geographie

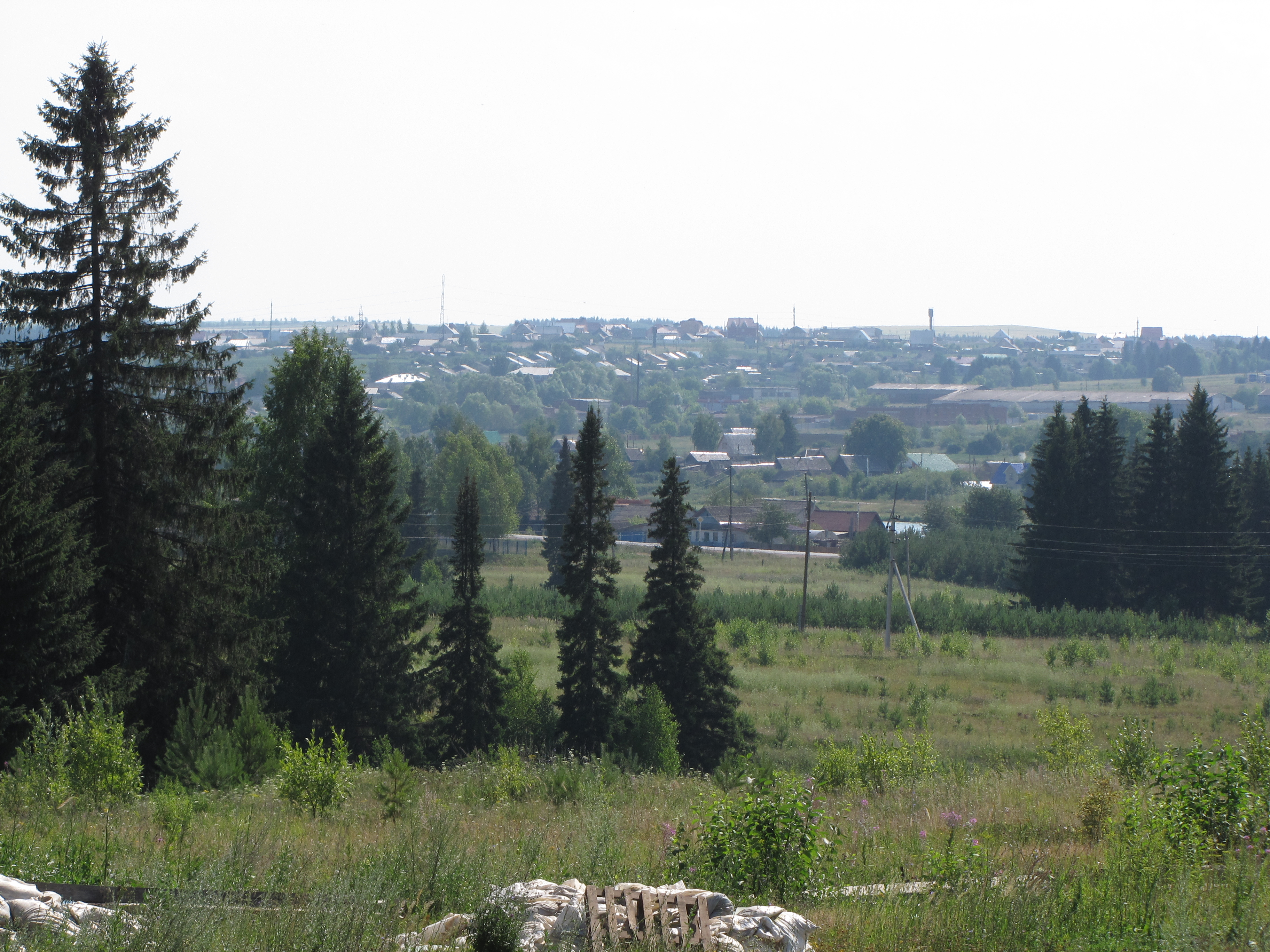
Blick auf Sawjalowo

Der Ort liegt etwa 12 km Luftlinie südöstlich des Zentrums der Republikhauptstadt Ischewsk am Flüsschen Bydwaika, das gut fünf Kilometer nördlich in den linken Isch-Nebenfluss Posim mündet.
Sawjalowo ist Verwaltungszentrum des Rajons Sawjalowski sowie Sitz des „munizipalen Gebildes“ (Munizipalnoje obrasowanije) Sawjalowskoje mit dem Status einer Landgemeinde (selskoje posselenije), zu dem außerdem die acht Dörfer Baschur (4 km östlich), Berjoska (4 km nördlich), Kabanicha (6 km nordnordwestlich), Kaschabegi (8 km südöstlich), Krasny Kustar (6 km östlich), Nowoje Martjanowo (7 km ostnordöstlich), Pytschanki (östlich anschließend) und Staroje Martjanowo (6 km nordöstlich) sowie die Ortschaft (potschinok) Schurdymka (4 km südlich) gehören. Staroje Martjanowo hat knapp 1400 Einwohner, Pytschanki knapp 700, Baschur über 100, alle anderen jeweils unter 100 (Stand 2015).

## Geschichte
Ein udmurtisches Dorf namens Deri (udmurtisch/russisch Дэри oder Дери, auch Deri-Schudja, Дери-Шудья) an Stelle des heutigen Ortes wurde erstmals 1710 urkundlich erwähnt. Als offizielles Gründungsjahr gilt jedoch 1749, als dort eine Kirche für die umliegenden zwölf Dörfer errichtet wurde. Bis Mitte des 19. Jahrhunderts entwickelte sich Sawjalowo zum Sitz einer der bevölkerungsreichsten Wolosti des Ujesds Sarapul, zu dem es im Bestand der Statthalterschaft Wjatka ab 1780 und des Gouvernements Wjatka ab 1796 gehörte.
Nach Bildung der Wotischen Autonomen Oblast am 4. November 1920 (am 1. Januar 1932 umbenannt in Udmurtische Autonome Oblast, am 28. Dezember 1934 umgebildet in Udmurtische ASSR) gehörte das Dorf zunächst ab 1921 zu deren Ujesd Ischewsk, der am 15. Juli 1929 in einen Rajon umgebildet wurde. Aus einem Teil wurde am 1. Juni 1937 ein neuer Rajon mit Sitz in Sawjalowo ausgegliedert. Am 1. Februar 1963 wurde der Rajon vorübergehend aufgelöst und sein Territorium wieder dem Ischewski rajon angegliedert. Schon 1965 wurden andere Teile des 1963 vergrößerten Ischewski rajon wieder an die ursprünglichen Rajons zurückgegeben, sein Verwaltungssitz nach Sawjalowo verlegt und der Rajon entsprechend umbenannt, während der frühere Verwaltungssitz Ischewsk rajonfrei wurde.

### Bevölkerungsentwicklung
| Jahr | Einwohner |
| ---- | --------- |
| 1897 | 931       |
| 1939 | 1715      |
| 1959 | 2208      |
| 1970 | 3156      |
| 1979 | 4757      |
| 1989 | 6830      |
| 2002 | 7457      |
| 2010 | 8986      |

Anmerkung: Volkszählungsdaten

## Verkehr
Durch den Ort verläuft die Regionalstraße 94R-18, Teil der südöstlichen Umgehung der Großstadt Ischewsk. In Richtung des Stadtzentrums führt die 94K-23, die sich in entgegengesetzter, östlicher Richtung, zunächst als Teil der Umgehungsstraße, als 94K-24 in das gut 20 km entfernte, am rechten Ufer der Kama gelegene Dorf Goljany fortsetzt.
Mit Ischewsk besteht Stadtbus- und Marschrutka-Verbindung. Dort befindet sich auch die nächstgelegene Bahnstation, an der Strecke Agrys – Balesino mit Abzweigung von Ischewsk nach Wotkinsk. Der Flughafen Ischewsk liegt etwa sieben Kilometer nordöstlich von Sawjalowo beim Gemeindeteil Staroje Martjanowo.